# Тумански Р-11
Тумански Р-11 e авиационен турбореактивен двигател, съветско производство. Разработен е съвместно от Александър Микулин и Сергей Тумански. Първоначално е бил замислен като аксиалнопоточен двигател без доизгорител за разузнавателния самолет Як-25РВ, но бива използван масово на Су-15 и МиГ-21. Произведени са близо 21 000 бройки.

## Модели
- Р-11В-300 – първоначален модел без доизгорител
- Р-11Ф-300 – с доизгорител, за МиГ-21П, Ф и У
- Р-11АФ-300 – подобрен модел за Як-28Б, У и Л
- Р-11Ф2-300 – подобрени компресор, дюза и доизгорител, за МиГ-21П, ПФ и ФЛ
- Р-11АФ2-300 – Р-11Ф2-300 адаптиран за Як-28И, Р и П
- Р-11Ф2С-300 – подобрен модел за МиГ-21ПФМ, ПФС, С, У, УМ и Су-15ТМ, УТ и УМ.

## Характеристики
|  | Уикипедия разполага с Портал:Авиация |

- Вид: турбореактивен двигател с аксиален двукаскаден компресор
- Дължина: 4600 мм
- Диаметър: 906 мм
- Тегло: 1124 кг
- Тяга:
  - 38,7 kN стандартна
  - 60,6 kN с доизгорител
- Съотношение тяга-тегло: 53,9 N/кг (5,5:1)